# Олуг
Олуг — упразднённая деревня в Большеулуйского района Красноярского края. На момент упразднения входила в состав Бычковского сельсовета. Упразднена в 2001 году.

## География
Располагалась на правом берегу реки Кандат в месте впадения в неё ручья Олуг, на расстоянии приблизительно 20 км по прямой к северо-западу от села Бычки.

## История
Основана в 1908 году. По данным на 1926 год хутор Скултана состоял из 1 хозяйства. В административном отношении являлся центром Олугского сельсовета Ачинского района Ачинского округа Сибирского края.
В 1930-е годы в хутор сселяют близлежащие латышские, латгальские и чувашские хутора.

## Население
По данным переписи 1926 года на хуторе проживало 8 человек (2 мужчин и 6 женщин), основное население — латыши.